# Sergej Pirožkov
Sergej Pirožkov (* 19. September 1958 in Semipalatinsk, Kasachische SSR; † 24. August 1998 in Visaginas) war ein litauischer Politiker.

## Leben
Von 1975 bis 1977 studierte er an der Lomonossow-Universität in Moskau und 1987 absolvierte das Politechnikinstitut Leningrad als Ingenieur. Von 1978 bis 1982 arbeitete er im Atomwaffentestgelände Semipalatinsk als Laborant. Von 1982 bis 1985 war er Schlosser und von 1985 bis 1990 Ingenieur der Rechentechnik im Kernkraftwerk Ignalina. Ab 1990 war er Deputat im Seimas.
Er war Mitglied von Lietuvos komunistų partija.